# Кобякино (Костромская область)
Кобя́кино — деревня в Расловском сельском поселении Судиславского района Костромской области России.

## География
Деревня расположена недалеко от реки Покша.

## История
Согласно Спискам населенных мест Российской империи в 1872 году деревня относилась к 2 стану Костромского уезда Костромской губернии. В ней числилось 9 дворов, проживало 28 мужчин и 30 женщин.
Согласно переписи населения 1897 года в деревне проживало 158 человек (69 мужчин и 89 женщин).
Согласно Списку населенных мест Костромской губернии в 1907 году деревня относилась к Шишкинской волости Костромского уезда Костромской губернии. По сведениям волостного правления за 1907 год в ней числилось 29 крестьянских дворов и 154 жителя. Основным занятием жителей деревни, помимо земледелия, была работа угольщиками.
До муниципальной реформы 2010 года деревня являлась административным центром Долматовского сельского поселения Судиславского района.

## Население
| 1872 | 1897 | 1907 | 2008 | 2010 | 2014 |
| ---- | ---- | ---- | ---- | ---- | ---- |
| 58   | ↗158 | ↘154 | ↗286 | ↘207 | ↗248 |